# Etorki

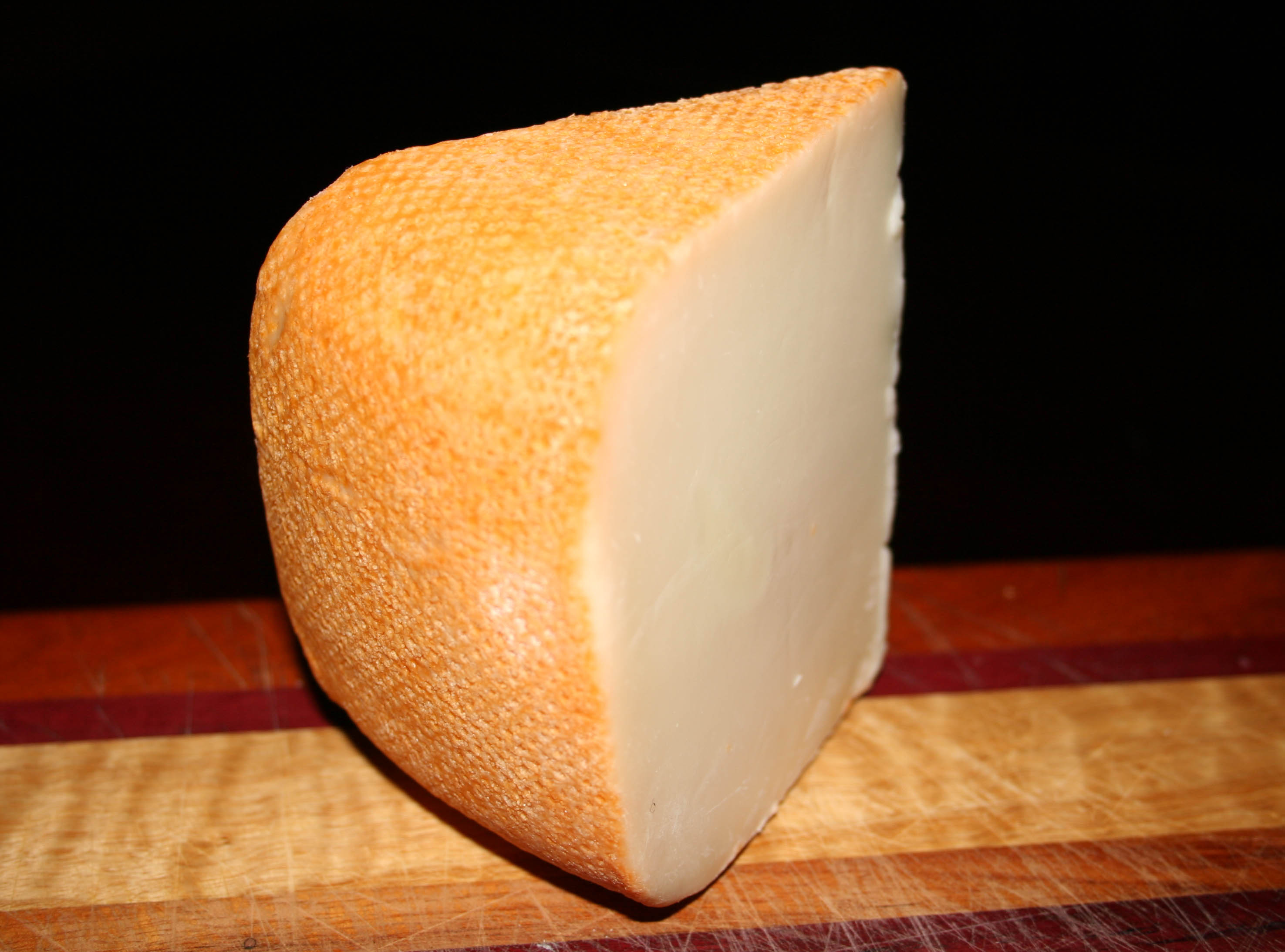
Etorki

Etorki (baskisch: „Ursprung“, mit Betonung auf dem i) ist ein aus pasteurisierter Schafsmilch von Manech-Schafen hergestellter, milder und kompakter Schnittkäse aus dem französischen Baskenland. Das Produkt ist als Markenname des Konzerns Savencia Fromage & Dairy (ehemals Bongrain) registriert.
Seit ca. 4000 Jahren wird in den französischen Pyrenäen Schafskäse hergestellt. Der industriell hergestellte Etorki ist heute der bekannteste Vertreter dieser Tradition. Er reift 2–3 Monate lang in mit Salzlake getränkten Tüchern, was ihm eine feste orangefarbene Rinde gibt. Da die seit 2000 Jahren in den Pyrenäen lebenden Manech-(baskisch: manex-)Schafe nur wenig, dafür aber gehaltvolle Milch geben, wird bei der industriellen Produktion Schafsmilch aus der Region um Roquefort-sur-Soulzon hinzugefügt, um eine größere Produktionsmenge zu erzielen. Daher handelt es sich bei Etorki nicht um eine geschützte Appellation d’Origine Protégée (AOP), anders als etwa bei dem in geschmacklicher Hinsicht ähnlichen baskischen Käse Ossau-Iraty.
Der Etorki ist unter anderem für Personen mit Kuhmilchallergie geeignet, er kann in vielen Rezepten an Stelle von Gouda oder ähnlichen Käsesorten verwendet werden.